# أو نو
أو نو (بالإنجليزية: Oh No)‏ هو منتج أسطوانات وملحن وموسيقي أمريكي، ولد في 6 نوفمبر 1979 في أوكسنارد في الولايات المتحدة.

## وصلات خارجية
- الموقع الرسمي
- أو نو على موقع ميوزك برينز (الإنجليزية)
- أو نو على موقع أول ميوزيك (الإنجليزية)
- أو نو على موقع ديسكوغز (الإنجليزية)
- أو نو على موقع ديسكوغز (الإنجليزية)